# Wolf Larson
Wolf Larson (* 22. Dezember 1959 in Berlin als Wolfgang von Wyszecki) ist ein deutsch-kanadischer ehemaliger Schauspieler. Einem breiten Publikum wurde er Anfang der 1990er Jahre durch seine Rolle des Tarzan in der gleichnamigen Fernsehserie und Ender der 1990er Jahre als Chester "Chase" McDonald in der Fernsehserie L.A. Heat bekannt.

## Leben
Larson wurde am 22. Dezember 1959 in West-Berlin als Sohn von Dr. Günter Wyszecki und Ingeborg Wyszecki geboren. Er hat eine jüngere Schwester. Er besuchte die Queen’s University in Kingston und die University of Nevada, Las Vegas. Er erlangte während seiner Studienzeit den Master of Business Administration und gilt als einziger Tarzan-Darsteller in Film- und Serienproduktionen mit einem Master-Abschluss. Er arbeitete einige Zeit als Kellner für die Chippendales. Seit dem 30. März 1998 ist er mit Carolyn J. Larson verheiratet.
Sein Fernsehschauspieldebüt gab er 1985 in einer Episode der Fernsehserie Der Denver-Clan. Im Folgejahr wirkte er in einer Episode der Fernsehserie Simon & Simon mit. 1987 spielte er im Film Hard Ticket to Hawaii die Rolle des  J. J. Jackson. 1988 war er in der Fortsetzung Hawaii Connection als Jimmy-John zu sehen. Im selben Jahr spielte er als Jeff Clark im Film Ein Mann für meine Tochter mit. Von 1991 bis 1995 spielte er in 75 Episoden die Rolle des Tarzan in der gleichnamigen Fernsehserie. Lydie Denier, die die weibliche Hauptrolle der Jane Porter in der Fernsehserie darstellte, lernte er einst gemeinsam das Schauspiel in einer Schauspielschule in Los Angeles. Nach Filmbesetzungen unter anderen in Gnadenlos, Die Spur des Killers und Alarm für Security 13 sowie Besetzungen in einzelnen Episoden verschiedener Fernsehserien, verkörperte er von 1997 bis 1999 die Rolle des Detektivs Chester "Chase" McDonald in der Fernsehserie L.A. Heat. 1998 übernahm er im Katastrophenfilm Storm Chasers – Im Auge des Sturms die Hauptrolle des Will Stanton. 2002 spielte er im Film Shakedown den FBI-Agenten Alec MacKay. Zuletzt lieh er seine Stimme 2016 im Animationsfilm Roblox the Movie 2: The Attack of J.U.L.I.E.N.
Neben dem Schauspiel arbeitete Larson jahrelang als Hochschulprofessor und lehrte Betriebswirtschaftslehre. Gemeinsam mit dem Schauspieler Adrian Zmed leitete er als Manager die Geschicke der American Academy of Acting. Nebenbei führte er für einige Zeit ein Kalenderunternehmen, dass als profitabelste Linie die „Skin Deep“-Kalender, die sowohl Männer als auch Frauen in Badebekleidung zeigten, veröffentlichte. Larson selbst war im Februar 1992 abgebildet. Als Filmschaffender wirkte er 2000 in Crash and Byrnes und 2002 in Just Can’t Get Enough als Drehbuchautor und Produzent mit.

## Filmografie (Auswahl)

### Schauspiel
- 1985: Der Denver-Clan (Dynasty, Fernsehserie, Episode 5x17)
- 1986: Simon & Simon (Fernsehserie, Episode 6x03)
- 1987: Hard Ticket to Hawaii
- 1988: Hawaii Connection (Picasso Trigger)
- 1988: Ein Mann für meine Tochter (Mad About You)
- 1988: California Clan (Fernsehserie, Episode 1x1003)
- 1991–1995: Tarzan (Tarzán, Fernsehserie 75 Episoden)
- 1994: Die Abenteuer des Brisco County jr. (The Adventures of Brisco County, Jr., Fernsehserie, Episode 1x17)
- 1994: Thunder Alley (Fernsehserie, Episode 1x04)
- 1995: Gnadenlos (Expect No Mercy)
- 1996: Die Spur des Killers (Tracks of a Killer)
- 1996: Out of the Blue (Fernsehserie, Episode 1x16)
- 1997: Alarm für Security 13 (Hostile Force, Fernsehfilm)
- 1997–1999: L.A. Heat (Fernsehserie, 48 Episoden)
- 1998: Storm Chasers – Im Auge des Sturms (Storm Chasers: Revenge of the Twister, Fernsehfilm)
- 2000: Code Name: Eternity – Gefahr aus dem All (Code Name: Eternity, Fernsehserie, 2 Episoden)
- 2000: Crash and Byrnes
- 2000: Castle Rock
- 2001: Codename – Elite (The Elite)
- 2001: Dark Realm (Fernsehserie, Episode 1x10)
- 2001: White Inferno – Snowboarder am Abgrund (White Inferno, Fernsehfilm)
- 2002: Shakedown
- 2004: Motocross Kids
- 2004: She Spies – Drei Ladies Undercover (She Spies, Fernsehserie, Episode 2x16)
- 2004: Creating America’s Next Hit Television Show (Fernsehserie)
- 2006: Special Ops: Delta Force
- 2016: Roblox the Movie 2: The Attack of J.U.L.I.E.N (Animationsfilm; Sprechrolle)

### Filmschaffender
- 2000: Crash and Byrnes (Drehbuch und Produktion)
- 2002: Just Can’t Get Enough (Drehbuch und Produktion)